# Струмби
Струмби́ (греч. Στρουμπί) — небольшая деревня в районе Пафос Республики Кипр. Находится в 17 км от города Пафос. Население в 2001 году — 460 человек, в начале 2010-х — около 600.
Известна ещё в древние времена хорошими винами. Название деревни, как говорят, приходит из её основателя по имени Στρουμπουλός или от вида на горы вокруг деревни (στρουμπουλός — «круглолицый»).
В 1953 году старая деревня была разрушена землетрясением, повлёкшим многочисленные жертвы. Посёлок был вскоре восстановлен недалеко от бывшего места. Сейчас здесь находится крупнейший винный завод Кипра «ΣΟΔΑΠ - ΚΑΜΑΝΤΕΡΕΝΑ». В 1982 году был впервые проведён ежегодный фестиваль вин «Дионисия», названный в честь бога Диониса. В 1983 году здесь был основан мужской волейбольный клуб «Дионисос», играющий с 1991 года в Пафосе.